# Jazz sinfonico
Il jazz sinfonico è un genere di musica concertistica orchestrale di origine americana, che trae le caratteristiche del suo linguaggio derivandole dalla musica colta europea (soprattutto dalla tradizione romantica), in unione con il jazz, la tradizione musicale afro-americana e la musica popolare statunitense.
Il termine fu coniato dal famoso direttore d'orchestra americano Paul Whiteman nei primi anni '20. Il primo componimento di jazz sinfonico si ritiene l'opera Blue Monday di George Gershwin che nel 1922 nel tentativo di trovare un nuovo sound compose questa partitura, precedendo il famoso balletto sinfonico di Darius Milhaud La crèation du monde. Oggi l'opera di jazz sinfonico più nota rimane la Rhapsody in Blue di Gershwin cui seguì poco dopo il noto Concerto in fa dello stesso autore. Seguirono altre opere riuscite e meno, tra cui Jazz Simphony di George Antheil e Metropolis di Ferde Grofè (che fu l'orchestratore della Rhapsody di Gershwin).
Da segnalare è anche l'opera Dialogues for Jazz Combo and Orchestra composta da Howard Brubeck, fratello di Dave, ed eseguita per la prima volta il 10, 11 e 13 dicembre 1959 dal Dave Brubeck Quartet e la New York Philharmonic diretta da Leonard Bernstein.
L'intento evidente di questa composizione divisa in quattro movimenti è il creare un dialogo tra il complesso jazz e l'orchestra sinfonica.